# Selección de fútbol de Afganistán
La selección de fútbol de Afganistán (en persa: تیم ملی فوتبال افغانستان‎, «Tīm-e Millī-e Fūtbāl-e Afghānestān») es el equipo nacional de Afganistán y está coordinado por la Federación de Fútbol de Afganistán. Fundado en 1922, jugó sus primeros partidos internacionales en 1941, contra Irán e India, sin embargo su primer partido oficial sería contra Luxemburgo en los Juegos Olímpicos de Londres 1948, mismo año en que se incorporaría a la FIFA. En 1954, junto a otras trece selecciones asiáticas fundaría la AFC. Suele jugar sus partidos como local en el Estadio Nacional Olímpico Ghazi en Kabul, la capital de Afganistán. En 2013, la selección ganó el Campeonato de la SAFF y el Premio Fair Play de la FIFA.
Pese a la toma del poder por parte de los talibanes después de la caída de Kabul, la selección nacional aún compite bajo la bandera y el himno de la derrocada república islámica, debido a que ningún país soberano ha reconocido al régimen talibán, desde su establecimiento en 2021.

## Historia
Jugó su primer partido internacional el 25 de agosto de 1941 en Kabul, contra Irán, el encuentro acabó en empate sin goles (0-0).
Su mayor éxito fue su única participación olímpica en los Juegos Olímpicos de 1948 aunque cayeron en primera ronda al perder por 6-0 contra Luxemburgo. Los años 50 fueron los más exitosos del fútbol afgano.
Durante la dictadura de los talibán, la selección de Afganistán no jugó ninguna clasificación para un campeonato al estar prohibido por las autoridades desde 1984. No pudieron reaparecer hasta los Juegos Asiáticos de 2002, celebrados en Busán (Corea del Sur), donde obtuvieron unos resultados bastante negativos; pero gracias a la ayuda internacional y a la del Programa GOAL de la FIFA el equipo mejoró mucho y registró su primera victoria en casi 20 años en marzo de 2003, cuando ganó por 2-1 a Kirguistán en un partido de clasificación para la Copa Asiática con goles de Sayeed Tahir Shah y Farid Azami.

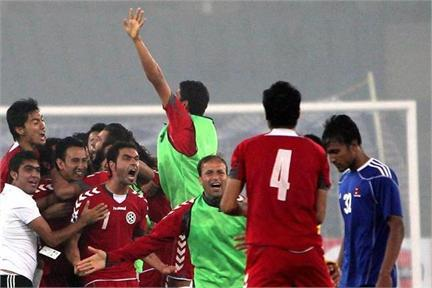
Celebración de la victoria en semifinales ante por el Campeonato de la SAFF 2011.

Su primera participación para un mundial fue en la Copa Mundial de Fútbol de 2006 celebrada en Alemania, donde quedó eliminada en la fase previa de clasificación con dos derrotas frente a Turkmenistán, por un contundente 11 a 0, en Asjabad; y por un respetable 0-2 en Kabul.

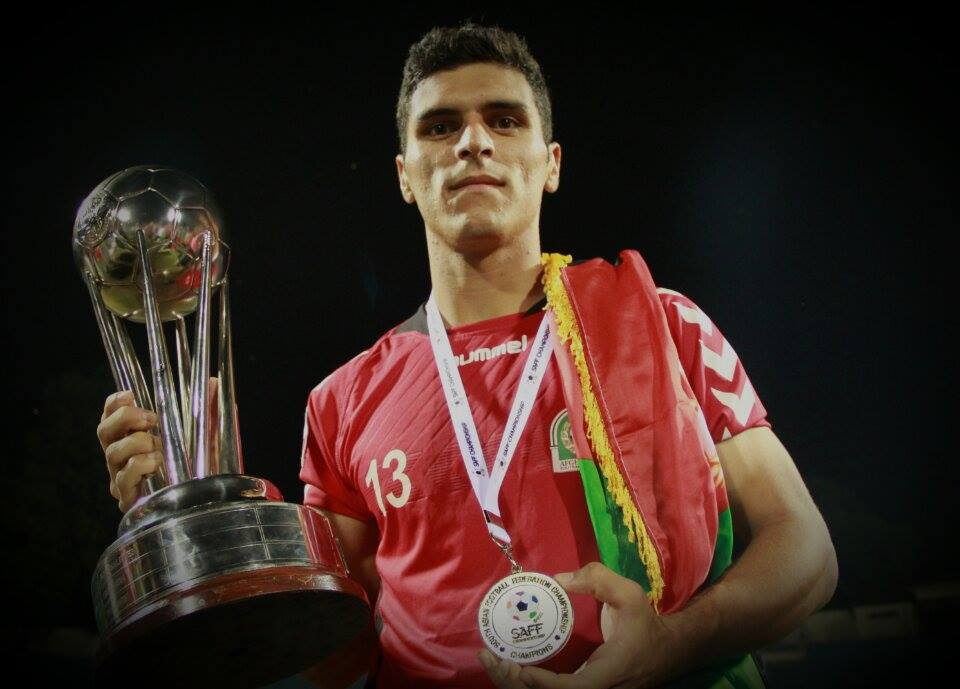
Hamidullah Karimi con el título del Campeonato de la SAFF 2013 luego de vencer a.

La crisis del país, los atentados, el pobre patrocinio y sus pésimas instalaciones deportivas hace que carezca de jugadores de calidad ya que de hecho, los mejores suelen ser emigrantes afganos.
A finales del 2004, ocho jugadores huyeron de su campo de entrenamiento en Italia para buscar asilo en Alemania. Este tipo de situaciones, más el peligro de atentados, hizo que la FIFA prohibiese a Afganistán jugar los partidos de clasificación para la Copa Mundial de Fútbol de 2010 como local.

### Clasificatoria para el Mundial de Alemania 2006
En su primera participación, las Eliminatorias para la Copa Mundial de Fútbol de 2006, quedó eliminado en la Fase Previa a la primera fase de la AFC, con dos derrotas frente a Turkmenistán, por un contundente 11 a 0, en Asjabad; y por 0 a 2 en Kabul. Este equipo fue entrenado por el afgano Mohammad Yousef Kargar.
| Ronda Clasificatoria; 19 de noviembre de 2003 | Turkmenistán | 11:0 | Afganistán         | Estadio Olímpico de Asjabad, Asjabad                           |                                                                |
|                                               | - G. Ovekov 5' 34' - B. Kuliyev 7' 21' 80' - N. Bairamov 26' - O. Berdeyev 41' - R. Agabayev 48' 64' 66' - D. Urazov 90' |      | - B. Saadat 2' 57' | Asistencia: 12.000 espectadores Árbitro(s): Emil Busurmankulov | Asistencia: 12.000 espectadores Árbitro(s): Emil Busurmankulov |

| Ronda Clasificatoria; 22 de noviembre de 2003 | Afganistán      | 0:2 | Turkmenistán         | Estadio Nacional de Afganistán, Kabul                    |                                                          |
|                                               | - R. Razaee 16' |     | - B. Kuliyev 84' 90' | Asistencia: 6.000 espectadores Árbitro(s): Jahangir Khan | Asistencia: 6.000 espectadores Árbitro(s): Jahangir Khan |

### Clasificatoria para el Mundial de Sudáfrica 2010
Afganistán jugó su segunda participación en unas eliminatorias para el mundial de fútbol marcada por la polémica debido a que la FIFA manifestó la prohibición de que las selecciones de Afganistán, Palestina, Irak y Birmania en Asia y la selección de Somalia en África jugasen las eliminatorias como local, por lo que Afganistán tuvo que jugar su partido de vuelta en el Estadio Pamir Dusambé, (Tayikistán) contra Siria. En esta eliminatorias el equipo afgano perdió en Siria por 3-0, ambos goles anotados en la segunda parte y por un aceptable 1-2 en el partido de vuelta donde consiguió adelantarse en el minuto 15 por obra de Obaidullah Karimi.
| Primera Ronda; 8 de octubre de 2007 | Siria                                  | 3:0 | Afganistán          | Estadio Abbasiyyin, Damasco                                 |                                                             |
|                                     | - M. Al Zeno 72' 86' - M. Al Sayed 80' |     | - H. Fakhruddin 33' | Asistencia: 3.000 espectadores Árbitro(s): Khalil Al Ghamdi | Asistencia: 3.000 espectadores Árbitro(s): Khalil Al Ghamdi |

| Primera Ronda; 26 de octubre de 2007 | Afganistán      | 1:2 | Siria                            | Estadio Pamir, Dushambe, Tayikistán                        |                                                            |
|                                      | - O. Karimi 14' |     | - A. Jenyat 15' - F. Esmaeel 62' | Asistencia: 2.000 espectadores Árbitro(s): Ravshan Irmatov | Asistencia: 2.000 espectadores Árbitro(s): Ravshan Irmatov |

### Clasificatoria para el Mundial de Brasil 2014
La selección afgana volvió a quedarse en la primera eliminatoria al perder contra Palestina por 0-2 en Tayikistán por lo que la eliminatoria se le puso muy cuesta arriba, aun así Afganistán consiguió empatar 1-1 en Palestina por obra de Mohammad Arezou en el minuto 63. Este último partido se jugó sobre césped artificial en el único estadio de Cisjordania autorizado por la FIFA. El equipo de Mohammad Yousef Kargar seguía dando pequeños pasos pese a no pasar a la siguiente ronda.
| Ronda Clasificatoria; 29 de junio de 2011 | Afganistán                                               | 0:2 | Palestina                        | TALCO Arena, Tursunzoda ()                                  |                                                             |
|                                           | - F. Sakhizada 40' - Y. Mashriqi 70' - H. Fakhruddin 78' |     | - M. Alyan 26' - I. Al Amour 86' | Asistencia: 5.000 espectadores Árbitro(s): Naser Al Ghafari | Asistencia: 5.000 espectadores Árbitro(s): Naser Al Ghafari |

| Ronda Clasificatoria; 3 de julio de 2011 | Palestina                          | 1:1 | Afganistán                                                          | Estadio Internacional Faisal Al-Husseini, Cisjordania       |                                                             |
|                                          | - H. Wadi 11' 82' - R. Bishara 73' |     | - S. Walizada 22' - I. Kohistani 50' - B. Arezou 62' - H. Habib 86' | Asistencia: 9.000 espectadores Árbitro(s): Banjar Al Dosari | Asistencia: 9.000 espectadores Árbitro(s): Banjar Al Dosari |

### Clasificatoria para el Mundial de Rusia 2018
Afganistán pasó directamente a la Segunda ronda, y se encuadró en el grupo E, junto a las selecciones de Camboya, Japón, Singapur y Siria. Tuvo su debut en junio de 2015, siendo derrotado frente a la selección siria por 0-6 en Irán. En la segunda jornada, le ganó 0-1 a Camboya con gol de Mustafa Zazai a punto de terminar el encuentro. A pesar de la victoria en suelo camboyano, volvió a perder 0-6, esta vez frente al conjunto japonés. Volvió a perder en las siguientes 2 jornadas frente a Singapur (1-0) y Siria (5-2). Volvería a la victoria, ganándole 3-0 a Camboya, con goles de Mustafa Zazai, Noroallah Amiri y Khaibar Amani. Volvió a caer contra Japón, 5-0 y logró ganar en la última jornada frente a Singapur 2-1, quedando así con 9 puntos, sin posibilidad de acceder a la siguiente ronda.
| Jornada 1; 11 de junio de 2015 | Afganistán      | 0:6 | Siria                                                                                 | Estadio Samen, Mashhad, Irán                               |                                                            |
|                                | - A. Hatifi 46' |     | - R. Rafe 18' 34' - M. Ajan 41' - A. Al Hussain 69' - S. Malki 74' - O. Khribin 90+4' | Asistencia: 7.647 espectadores Árbitro(s): Ilgiz Tantashev | Asistencia: 7.647 espectadores Árbitro(s): Ilgiz Tantashev |

| Jornada 2; 16 de junio de 2015 | Camboya | 0:1 | Afganistán                       | Estadio Olímpico de Nom Pen, Nom Pen                       |                                                            |
|                                |         |     | - E. Shanwary 56' - M. Zazai 85' | Asistencia: 55.000 espectadores Árbitro(s): Marai Al Awaji | Asistencia: 55.000 espectadores Árbitro(s): Marai Al Awaji |

| Jornada 4; 8 de septiembre de 2015 | Afganistán | 0:6 | Japón                                                                     | Estadio Azadi, Teherán, Irán                                |                                                             |
|                                    |            |     | - S. Kagawa 9' 49' - M. Morishige 34' - S. Okazaki 56' 59' - K. Honda 73' | Asistencia: 8.650 espectadores Árbitro(s): Khamis Al Kuwari | Asistencia: 8.650 espectadores Árbitro(s): Khamis Al Kuwari |

| Jornada 5; 8 de octubre de 2015 | Singapur                       | 1:0 | Afganistán                            | Estadio Nacional de Singapur, Kallang                  |                                                        |
|                                 | - Z. Arifin 34' - K. Nizam 71' |     | - F. Shayesteh 39' - D. Sharityar 80' | Asistencia: 5.400 espectadores Árbitro(s): Kok Ng Chiu | Asistencia: 5.400 espectadores Árbitro(s): Kok Ng Chiu |

| Jornada 6; 13 de octubre de 2015 | Siria                               | 5:2 | Afganistán                | Complejo Deportivo del Sultan Qaboos, Mascate               |                                                             |
|                                  | Omari 9' 21' 83' · Al Mawas 32' 90' |     | Amiri 44' · Shayesteh 78' | Asistencia: 200 espectadores Árbitro(s): Dmitriy Mashentsev | Asistencia: 200 espectadores Árbitro(s): Dmitriy Mashentsev |

| Jornada 7; 12 de noviembre de 2015 | Afganistán                          | 3:0 | Camboya | Estadio Takhti, Teherán, Irán                             |                                                           |
|                                    | Zazai 42' · Amiri 78' · Amani 90+4' |     |         | Asistencia: 2585 espectadores Árbitro(s): Adham Makhadmeh | Asistencia: 2585 espectadores Árbitro(s): Adham Makhadmeh |

| Jornada 9; 24 de marzo de 2015 | Japón                                                                                     | 5:0 | Afganistán | Estadio Saitama, Saitama                                   |                                                            |
|                                | S. Okazaki 43' · H. Kiyotake 58' · Mujammad 63' (a.g.) · M. Yoshida 74' · M. Kanazaki 78' |     |            | Asistencia: 48 967 espectadores Árbitro(s): Mohanad Sarray | Asistencia: 48 967 espectadores Árbitro(s): Mohanad Sarray |

| Jornada 10; 29 de marzo de 2015 | Afganistán              | 2:1 | Singapur  | Estadio Takhti, Teherán, Irán                               |                                                             |
|                                 | Amani 39' · Shirdel 79' |     | Nawaz 89' | Asistencia: 24 500 espectadores Árbitro(s): Alireza Faghani | Asistencia: 24 500 espectadores Árbitro(s): Alireza Faghani |

## Resultados

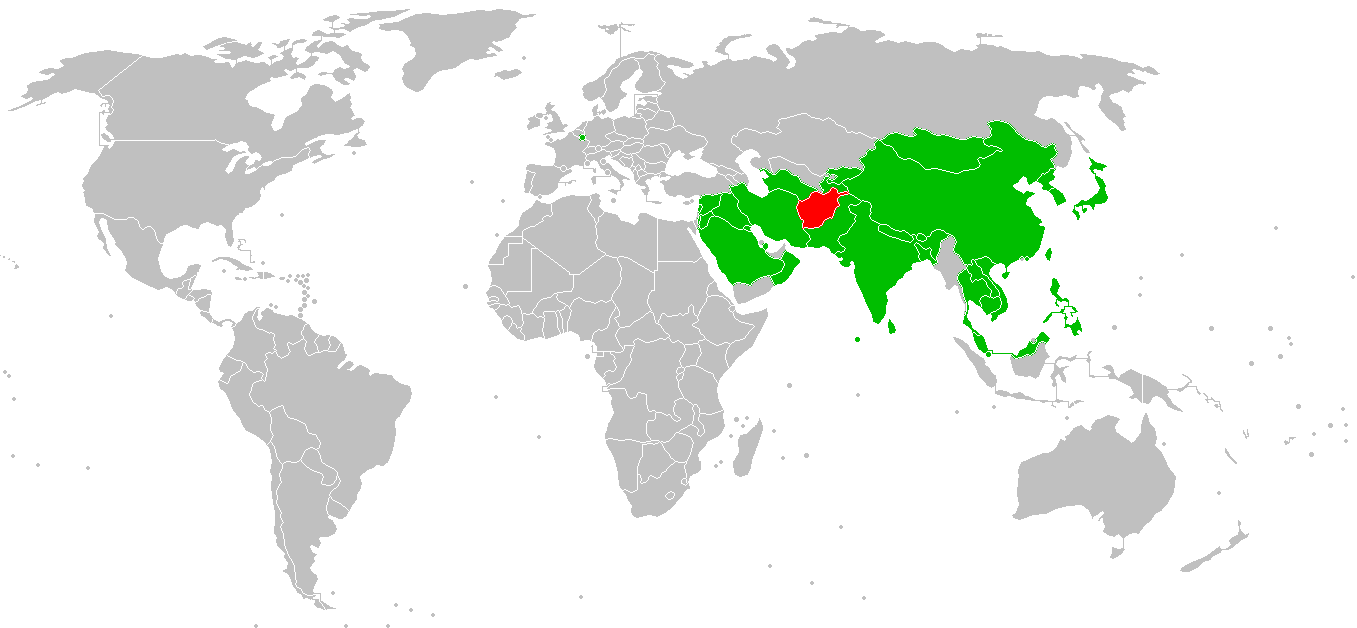
Los rivales a los que se ha enfrentado Afganistán en su historia.

Actualizado al último partido jugado el 10 de junio de 2025
| Fecha      | Ciudad        | Local      | Resultado | Visitante  | Competición                      |
| ---------- | ------------- | ---------- | --------- | ---------- | -------------------------------- |
| 12-09-2023 | Manila        | Filipinas  | 2:1       | Afganistán | Partido amistoso                 |
| 12-10-2023 | Dushanbe      | Afganistán | 1:0       | Mongolia   | Clasificación Copa Mundial 2026  |
| 17-10-2023 | Ulán Bator    | Mongolia   | 0:1       | Afganistán | Clasificación Copa Mundial 2026  |
| 16-11-2023 | Rayán         | Catar      | 8:1       | Afganistán | Clasificación Copa Mundial 2026  |
| 21-11-2023 | Dammam        | Afganistán | 0:4       | Kuwait     | Clasificación Copa Mundial 2026  |
| 21-03-2024 | Abha          | Afganistán | 0:0       | India      | Clasificación Copa Mundial 2026  |
| 26-03-2024 | Guwahati      | India      | 1:2       | Afganistán | Clasificación Copa Mundial 2026  |
| 06-06-2024 | Al-Hasa       | Afganistán | 0:0       | Catar      | Clasificación Copa Mundial 2026  |
| 11-06-2024 | Cd. de Kuwait | Kuwait     | 1:0       | Afganistán | Clasificación Copa Mundial 2026  |
| 16-11-2024 | Dushanbe      | Afganistán | 0:2       | Nepal      | Partido amistoso                 |
| 19-11-2024 | Dushanbe      | Tayikistán | 3:1       | Afganistán | Partido amistoso                 |
| 21-03-2025 | Bangkok       | Tailandia  | 2:0       | Afganistán | Partido amistoso                 |
| 25-03-2025 | Rangún        | Birmania   | 2:1       | Afganistán | Clasificación Copa Asiática 2027 |
| 10-06-2025 | Hofuf         | Afganistán | 0:1       | Siria      | Clasificación Copa Asiática 2027 |
| 29-08-2025 | Hisor         | Irán       | -:-       | Afganistán | Copa CAFA 2025                   |
| 01-09-2025 | Hisor         | Afganistán | -:-       | Tayikistán | Copa CAFA 2025                   |
| 09-10-2025 | Islamabad     | Pakistán   | -:-       | Afganistán | Clasificación Copa Asiática 2027 |
| 14-10-2025 | TBD           | Afganistán | -:-       | Siria      | Clasificación Copa Asiática 2027 |

## Estadísticas

### Copa Mundial de Fútbol
| Copa Mundial de Fútbol | Copa Mundial de Fútbol  | Copa Mundial de Fútbol  | Copa Mundial de Fútbol  | Copa Mundial de Fútbol  | Copa Mundial de Fútbol  | Copa Mundial de Fútbol  | Copa Mundial de Fútbol  |
| Año                    | Ronda                   | J                       | G                       | E                       | P                       | GF                      | GC                      |
| ---------------------- | ----------------------- | ----------------------- | ----------------------- | ----------------------- | ----------------------- | ----------------------- | ----------------------- |
| 1930 - 1938            | No existía la selección | No existía la selección | No existía la selección | No existía la selección | No existía la selección | No existía la selección | No existía la selección |
| 1950 - 2002            | No participó            | No participó            | No participó            | No participó            | No participó            | No participó            | No participó            |
| 2006                   | No clasificó            | No clasificó            | No clasificó            | No clasificó            | No clasificó            | No clasificó            | No clasificó            |
| 2010                   | No clasificó            | No clasificó            | No clasificó            | No clasificó            | No clasificó            | No clasificó            | No clasificó            |
| 2014                   | No clasificó            | No clasificó            | No clasificó            | No clasificó            | No clasificó            | No clasificó            | No clasificó            |
| 2018                   | No clasificó            | No clasificó            | No clasificó            | No clasificó            | No clasificó            | No clasificó            | No clasificó            |
| 2022                   | No clasificó            | No clasificó            | No clasificó            | No clasificó            | No clasificó            | No clasificó            | No clasificó            |
| 2026                   | No clasificó            | No clasificó            | No clasificó            | No clasificó            | No clasificó            | No clasificó            | No clasificó            |
| Total                  | 0/23                    | -                       | -                       | -                       | -                       | -                       | -                       |

### Copa Asiática
| Copa Asiática | Copa Asiática | Copa Asiática | Copa Asiática | Copa Asiática | Copa Asiática | Copa Asiática | Copa Asiática |
| Año           | Ronda         | J             | G             | E             | P             | GF            | GC            |
| ------------- | ------------- | ------------- | ------------- | ------------- | ------------- | ------------- | ------------- |
| 1956          | Se retiró     | Se retiró     | Se retiró     | Se retiró     | Se retiró     | Se retiró     | Se retiró     |
| 1960          | No participó  | No participó  | No participó  | No participó  | No participó  | No participó  | No participó  |
| 1964          | Se retiró     | Se retiró     | Se retiró     | Se retiró     | Se retiró     | Se retiró     | Se retiró     |
| 1968          | Se retiró     | Se retiró     | Se retiró     | Se retiró     | Se retiró     | Se retiró     | Se retiró     |
| 1972          | No participó  | No participó  | No participó  | No participó  | No participó  | No participó  | No participó  |
| 1976          | No clasificó  | No clasificó  | No clasificó  | No clasificó  | No clasificó  | No clasificó  | No clasificó  |
| 1980          | No clasificó  | No clasificó  | No clasificó  | No clasificó  | No clasificó  | No clasificó  | No clasificó  |
| 1984          | No clasificó  | No clasificó  | No clasificó  | No clasificó  | No clasificó  | No clasificó  | No clasificó  |
| 1988          | No participó  | No participó  | No participó  | No participó  | No participó  | No participó  | No participó  |
| 1992          | No participó  | No participó  | No participó  | No participó  | No participó  | No participó  | No participó  |
| 1996          | No participó  | No participó  | No participó  | No participó  | No participó  | No participó  | No participó  |
| 2000          | No participó  | No participó  | No participó  | No participó  | No participó  | No participó  | No participó  |
| 2004          | No clasificó  | No clasificó  | No clasificó  | No clasificó  | No clasificó  | No clasificó  | No clasificó  |
| 2007          | No participó  | No participó  | No participó  | No participó  | No participó  | No participó  | No participó  |
| 2011          | No participó  | No participó  | No participó  | No participó  | No participó  | No participó  | No participó  |
| 2015          | No clasificó  | No clasificó  | No clasificó  | No clasificó  | No clasificó  | No clasificó  | No clasificó  |
| 2019          | No clasificó  | No clasificó  | No clasificó  | No clasificó  | No clasificó  | No clasificó  | No clasificó  |
| 2023          | No clasificó  | No clasificó  | No clasificó  | No clasificó  | No clasificó  | No clasificó  | No clasificó  |
| Total         | 0/18          | -             | -             | -             | -             | -             | -             |

### Juegos Olímpicos
| Juegos Olímpicos                                                                                         | Juegos Olímpicos              | Juegos Olímpicos              | Juegos Olímpicos              | Juegos Olímpicos              | Juegos Olímpicos              | Juegos Olímpicos              | Juegos Olímpicos              |
| Año | Ronda                         | J                             | G                             | E                             | P                             | GF                            | GC                            |
| --- | ----------------------------- | ----------------------------- | ----------------------------- | ----------------------------- | ----------------------------- | ----------------------------- | ----------------------------- |
| 1908 | No existía la selección       | No existía la selección       | No existía la selección       | No existía la selección       | No existía la selección       | No existía la selección       | No existía la selección       |
| 1912 | No existía la selección       | No existía la selección       | No existía la selección       | No existía la selección       | No existía la selección       | No existía la selección       | No existía la selección       |
| 1920 | No existía la selección       | No existía la selección       | No existía la selección       | No existía la selección       | No existía la selección       | No existía la selección       | No existía la selección       |
| 1924 | No existía la selección       | No existía la selección       | No existía la selección       | No existía la selección       | No existía la selección       | No existía la selección       | No existía la selección       |
| 1928 | No existía la selección       | No existía la selección       | No existía la selección       | No existía la selección       | No existía la selección       | No existía la selección       | No existía la selección       |
| 1932 | No hubo competición de fútbol | No hubo competición de fútbol | No hubo competición de fútbol | No hubo competición de fútbol | No hubo competición de fútbol | No hubo competición de fútbol | No hubo competición de fútbol |
| 1936 | No existía la selección       | No existía la selección       | No existía la selección       | No existía la selección       | No existía la selección       | No existía la selección       | No existía la selección       |
| 1948 | Ronda preliminar              | 1                             | 0                             | 0                             | 1                             | 0                             | 6                             |
| Desde 1952 los Juegos Olímpicos los disputan selecciones amateurs, y a partir de 1992 selecciones sub-23 |                               |                               |                               |                               |                               |                               |                               |
| Total | 1/7                           | 1                             | 0                             | 0                             | 1                             | 0                             | 6                             |

## Torneos regionales

### Campeonato de la SAFF
| Campeonato de la SAFF | Campeonato de la SAFF | Campeonato de la SAFF | Campeonato de la SAFF | Campeonato de la SAFF | Campeonato de la SAFF | Campeonato de la SAFF | Campeonato de la SAFF |
| Año                   | Ronda                 | J                     | G                     | E                     | P                     | GF                    | GC                    |
| --------------------- | --------------------- | --------------------- | --------------------- | --------------------- | --------------------- | --------------------- | --------------------- |
| 1993                  | No participó          | No participó          | No participó          | No participó          | No participó          | No participó          | No participó          |
| 1995                  | No participó          | No participó          | No participó          | No participó          | No participó          | No participó          | No participó          |
| 1997                  | No participó          | No participó          | No participó          | No participó          | No participó          | No participó          | No participó          |
| 1999                  | No participó          | No participó          | No participó          | No participó          | No participó          | No participó          | No participó          |
| 2003                  | Fase de grupos        | 3                     | 0                     | 0                     | 3                     | 0                     | 6                     |
| 2005                  | Fase de grupos        | 3                     | 1                     | 0                     | 2                     | 3                     | 11                    |
| 2008                  | Fase de grupos        | 3                     | 0                     | 2                     | 1                     | 5                     | 7                     |
| 2009                  | Fase de grupos        | 3                     | 0                     | 0                     | 3                     | 1                     | 7                     |
| 2011                  | Subcampeón            | 5                     | 3                     | 1                     | 1                     | 13                    | 7                     |
| 2013                  | Campeón               | 5                     | 4                     | 1                     | 0                     | 9                     | 1                     |
| 2015                  | Subcampeón            | 5                     | 4                     | 0                     | 1                     | 17                    | 3                     |
| 2018                  | No participó          | No participó          | No participó          | No participó          | No participó          | No participó          | No participó          |
| 2021                  | No participó          | No participó          | No participó          | No participó          | No participó          | No participó          | No participó          |
| 2023                  | No participó          | No participó          | No participó          | No participó          | No participó          | No participó          | No participó          |
| Total                 | 7/14                  | 27                    | 12                    | 4                     | 11                    | 48                    | 42                    |

### Copa Desafío de la AFC
| Copa Desafío de la AFC | Copa Desafío de la AFC | Copa Desafío de la AFC | Copa Desafío de la AFC | Copa Desafío de la AFC | Copa Desafío de la AFC | Copa Desafío de la AFC | Copa Desafío de la AFC |
| Año                    | Ronda                  | J                      | G                      | E                      | P                      | GF                     | GC                     |
| ---------------------- | ---------------------- | ---------------------- | ---------------------- | ---------------------- | ---------------------- | ---------------------- | ---------------------- |
| 2006                   | Fase de grupos         | 3                      | 0                      | 2                      | 1                      | 3                      | 5                      |
| 2008                   | Fase de grupos         | 3                      | 0                      | 0                      | 3                      | 0                      | 10                     |
| 2010                   | Se retiró              | Se retiró              | Se retiró              | Se retiró              | Se retiró              | Se retiró              | Se retiró              |
| 2012                   | No clasificó           | No clasificó           | No clasificó           | No clasificó           | No clasificó           | No clasificó           | No clasificó           |
| 2014                   | Cuarto lugar           | 5                      | 1                      | 3                      | 1                      | 4                      | 4                      |
| Total                  | 3/5                    | 11                     | 1                      | 5                      | 5                      | 7                      | 19                     |

### Copa de Naciones CAFA
| Copa de Naciones CAFA | Copa de Naciones CAFA | Copa de Naciones CAFA | Copa de Naciones CAFA | Copa de Naciones CAFA | Copa de Naciones CAFA | Copa de Naciones CAFA | Copa de Naciones CAFA |
| Año                   | Ronda                 | J                     | G                     | E                     | P                     | GF                    | GC                    |
| --------------------- | --------------------- | --------------------- | --------------------- | --------------------- | --------------------- | --------------------- | --------------------- |
| 2023                  | Fase de grupos        | 2                     | 0                     | 0                     | 2                     | 1                     | 9                     |
| Total                 | 1/1                   | 2                     | 0                     | 0                     | 2                     | 1                     | 9                     |

## Palmarés
- Campeonato de la SAFF (1): 2013

## Jugadores

### Última convocatoria
| No. | Pos. | Jugador               | Fecha de nacimiento (edad)        | Apa. | Goles | Club                  |
| --- | ---- | --------------------- | --------------------------------- | ---- | ----- | --------------------- |
| 1   | POR  | Ovays Azizi           | 29 de enero de 1992 (33 años)     | 48   | 0     | Ariana FC             |
| 22  | POR  | Faisal Hamidi         | 16 de abril de 1997 (28 años)     | 10   | 0     | Sin club              |
| 23  | POR  | Eisa Azizi            | 16 de noviembre de 2002 (22 años) | 0    | 0     | Glenorchy Knights     |
|     |      |                       |                                   |      |       |                       |
| 2   | DEF  | Thomas Safari         | 14 de mayo de 1996 (29 años)      | 1    | 0     | AS Laval              |
| 3   | DEF  | Amanullah Sardari     | 5 de junio de 1999 (26 años)      | 9    | 0     | Abu Muslim            |
| 4   | DEF  | Mahboob Hanifi        | 22 de marzo de 1996 (29 años)     | 16   | 0     | Abu Muslim            |
| 5   | DEF  | Suleman Zurmati       | 12 de abril de 1999 (26 años)     | 2    | 0     | Karlstad              |
| 6   | DEF  | Habibullah Askar      | 9 de agosto de 1999 (25 años)     | 9    | 0     | Sin club              |
| 12  | DEF  | Najim Haidary         | 19 de agosto de 1998 (26 años)    | 14   | 0     | VV Capelle            |
| 15  | DEF  | Mohammad Naeem Rahimi | 4 de abril de 1994 (31 años)      | 8    | 0     | Bulleen Lions         |
|     |      |                       |                                   |      |       |                       |
| 8   | MED  | Abdul Raziq Ghafoori  | 19 de diciembre de 1996 (28 años) | 0    | 0     | Sin club              |
| 10  | MED  | Rahmat Akbari         | 22 de junio de 1999 (26 años)     | 11   | 1     | Gold Coast Knights    |
| 14  | MED  | Nazary Zelfegar       | 1 de enero de 1995 (30 años)      | 21   | 1     | Bulleen Lions         |
| 16  | MED  | Adam Ali Rustami      | 8 de junio de 2004 (21 años)      | 1    | 0     | Vaughan Azzurri       |
| 18  | MED  | Hamed Amiri           | 16 de noviembre de 2002 (22 años) | 2    | 0     | Abu Muslim            |
| 19  | MED  | Omid Popalzay         | 25 de febrero de 1995 (30 años)   | 43   | 7     | PSIM Yogyakarta       |
|     |      |                       |                                   |      |       |                       |
| 7   | DEL  | Mosawer Ahadi         | 8 de marzo de 2000 (25 años)      | 13   | 0     | Järvenpään Palloseura |
| 9   | DEL  | Omid Musawi           | 1 de marzo de 1999 (26 años)      | 15   | 0     | Selangor              |
| 11  | DEL  | Taufee Skandari       | 2 de abril de 1999 (26 años)      | 12   | 0     | Lee Man               |
| 13  | DEL  | Paiman Sultani        | 22 de marzo de 2004 (21 años)     | 1    | 0     | Scrosoppi             |
| 17  | DEL  | Farhad Alizada        | 12 de julio de 2005 (20 años)     | 3    | 0     | Abu Muslim            |
| 20  | DEL  | Fareed Sadat          | 1 de marzo de 1997 (28 años)      | 11   | 0     | Bhayangkara Solo      |

### Máximos goleadores

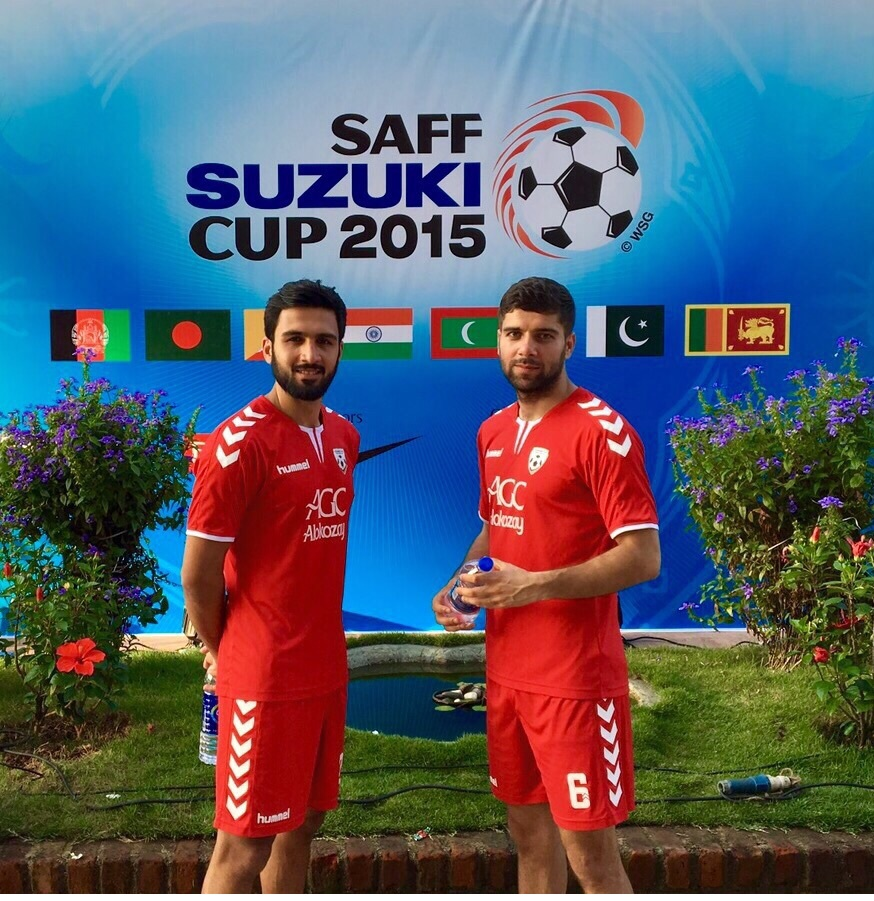
Anoush Dastgir (derecha) junto a Kanischka Taher durante el Campeonato de la SAFF 2015.

| Puesto | Jugador                  | Período   | Goles (partidos) |
| ------ | ------------------------ | --------- | ---------------- |
| 1      | Mohammad Saber Rohparwar | ?-1980    | 25 (?)           |
| 2      | Harez-Arian Habib        | 2007-     | 4 (13)           |
| 2      | Hafizullah Qadami        | 2005-2007 | 4 (25)           |
| 2      | Hashmatullah Barakzai    | 2007-     | 4 (30)           |
| 3      | Sidiq Walizada           | 2010-     | 3 (8)            |
| 4      | Said Azimshah Garibzada  | 1976-1980 | 2 (20)           |
| 4      | Mustafa Hadid            | 2008-     | 2 (20)           |
| 4      | Sayed Maqsood Hashemi    | 2005-     | 2 (26)           |

## Entrenadores
- Vladimir Salenko (1975–1976)
- Sergei Salnikov (1976–1977)
- Nikolai Efimov (1976–1977)
- Islam Gul (1977–1979)[3]
- Sayed Ahmad Zia Muzafari (1979–1981)
- Khwaja Aziz (1981–1987)
- Gennadi Sarychev (1987–1988)
- Mir Ali Asghar Akbarzada (2002–2004)[4][5][6]
- Mohammad Yousef Kargar (2004–2005)
- Klaus Stärk (2005–2008)
- Mohammad Yousef Kargar (2008–2013)
- Erich Rutemöller (2014–2015)[7]
- Hossein Saleh (2015)
- Slaven Skeledzic (2015)[8][9]
- Petar Šegrt (2015–2016)[9][10]
- Anoush Dastgir (2017)
- Otto Pfister (2017–2018)[11][12]
- Anoush Dastgir (2018–2023)
- Abdullah Al-Mutairi (2023)[13]
- Ashley Westwood (2023-2024)[14][15]
- Usmon Toshev (2024-2025)
- Vincenzo Annese (2025-)[16]